# 猪狩守
猪狩 守（いかり まもる）とは、実況パワフルプロ野球シリーズに登場する、架空の野球選手。左投左打の投手で、神速の投球を誇る。初登場作品は実況パワフルプロ野球4。
担当声優は土岐隼一（ゲーム『パワプロ2022』）。

## 特徴
パワプロシリーズで主人公のライバルとなる存在。ただし、シリーズによっては猪狩と同じあかつき大附属、または巨人/カイザースを選択でき、切磋琢磨の末最大の親友となる。猪狩コンツェルンの御曹司に生まれ、幼い頃から巨人、特に桑田真澄に憧れて背番号18を奪うことに燃える。
ノビと威力のある直球が持ち味で、高校時代はMAX149km/h、プロ時代はMAX151km/h（2010の日本シリーズ時は155km/h）の球速を誇る。針の穴を通すような抜群のコントロールも備えており、スライダー、カーブ、フォーク3種類の変化球をも操る。先発完投もできるほどの十分なスタミナも持っている。
また、ライジングショットやライジングキャノンと呼ばれる、打者の手元で浮き上がる速球（ライズボール）を決め球に持つ。
さらに野手としての実力も平均以上で、とくに長打力においては4番クラスである。
登録名は本名そのまま猪狩守（早期作で登録名は猪狩、「8」以降の作品で登録名は「猪狩守」で統一されている。「パワポタ3」では弟の猪狩進が登場するまでは「猪狩」）。
「'99」の冥球島編では超低確率のレアイベントだが主人公に負けた悔しさから特訓し、なぜか髪型がアフロになって登場することがある（登録名はアフロ猪狩）。投手能力・野手能力ともに大幅にアップ。特殊能力がいくつも増え、変化球が4方向（「パワプロ10超決定版」以降作品では通常の猪狩守と同様に3方向）になるなど、全シリーズ中でも屈指の能力を誇る。「'99」ではCPU能力や難易度、当時の操作性なども含めその凶悪さは野球マスク以上、さらに絶好調状態で登場することもあるため打つのは困難を極め、驚異の野手能力で野手としても驚異を与え、彼に勝利するためには彼を打ちこむだけでなく彼を抑えることも必須条件になる。あまりにも強すぎたためか、「パワプロ10超決定版」以降の作品では何度に登場しているものの、基本的には相手ではなく隠し仲間の立ち位置を担っている。「実況パワフルプロ野球 ヒーローズ」、および「パワプロ2018」以降の「パワフェス」モードでは条件を満たすことでアフロ猪狩が率いたあかつき大附属に変化、対戦相手候補に登場する。なお、ヒーローズ以降の作品のアフロ猪狩は、登板時と打席に立つ時に謎のダンスを披露する。
ネーミングの由来は宇宙戦艦ヤマトの主人公古代進の兄、古代守（守と進）から。
『熱闘!パワフル甲子園』では激闘サバイバルの第九章ボス、あかつき大附属高校のエースとして兄弟揃って登場する。

## 経歴
初期の作品では大学進学（パワプロ6）や社会人野球（パワプロ'99など）入り、他球団入団などの設定もあったが、最近はあかつき中学から推薦であかつき大附属高校に入学（5、9、2011）、あかつき大学卒業（6）と同時にドラフト1位で読売ジャイアンツに入団（7、13、2010）、プロ入り4年目に猪狩カイザースに移籍（10、14）で固定。巨人在籍時とカイザース在籍時で最多勝のタイトルを獲得。
「5」、「9」、「2011」などではあかつき大附属高校の天才投手として登場。主人公と絡んでは傲慢な態度をとり、勝負をしかけてくることもあるが、毎回主人公の素質に気づき将来性を見通しており、ライバルとしても認めている。「9」のあかつき大附属編では1学年先輩で捕手の二宮からよく思われていないようで、一度対決した際はヒットを打たれ敗北している。先輩陣が引退したあとはエースとしての責任を感じ夜遅くまで無理して練習するようになるが、それを見た主人公らチームメイトからチームプレイの大切さを教えられ、野球というチームスポーツを再確認する。「9」のあかつき大附属編では主人公や矢部と協力し「ライジングショット」を完成させるイベントがある。
「7」、「2010」では読売ジャイアンツの次期エースとして登場。そこで出会った主人公の才能を認めライバルとなり、後に背番号18番を手に入れる。「2010」では主人公や矢部と協力し「ライジングキャノン」を完成させるイベントがある。
「2011」では、中学時代にノーヒットノーランを主人公に阻止された因縁があるという設定。この作品では決め球であるライジングショットは所持しておらず、イベントで修行の末に覚えることとなっている。
練習試合で勝利後、甲子園準決勝で対戦に勝利し、投手を選択していると決勝直前に守が現れ「ライジングショット」を直接伝授してくれるイベントが発生する。
「10」では猪狩カイザースへ移籍。即エースとなり弟の猪狩進とバッテリーを組む。決め球は既に「ライジングキャノン」へと進化している。パワフルズ編、カイザース編の主人公とはライバル関係になる。この時期に友沢亮と出会い、やたらと敵視されるが、対決した際は三振に仕留めて勝利する。友沢に対しても主人公へと同じような傲慢な態度を取るが、その素質を見抜いており、将来は大成して自分に対抗できる存在となるのを待っている。当初は友沢から「本物の天才」と見なされていたが、実は猪狩が毎日深夜まで隠れて練習しており、人一倍の努力をしているということを主人公の口から友沢に告げられる。また主人公との友情タッグのイベントでは、実父にして球団オーナーの猪狩茂が不振に陥っていた主人公を解雇しようとするが、守が自ら解雇されようと盾になる姿勢を見せ主人公と庇い合いになり、その様子を見た茂が感心し解雇の話を取り止める。その際「プロ野球界の伝説選手」になるのが守の夢だと明かされた。
「11」では全日本選抜のエースとして登場し、「日本球界の顔」と称される投手となっている。
「パワメジャ」では日本代表の猪狩カイザースのエースとして登場、打順は4番。「日本の野球」に誇りを持っている。
「14」ではプレイングマネージャー（選手兼任監督）として登場。30歳。決め球はソニックライジングとなっている。日本球界の顔と称されており、去年のシーズンでは最多勝を取っている模様。年齢や、多忙な選手と監督の兼任からか能力全体が弱体化（それでも各項目で並の野球選手には引けを取らないレベルではあるが）している。友沢から何度も対決を挑まれるも仲間同士だからと全て断っているようだが、その意思を汲み取った猪狩が友沢のバルカンズへのトレードを提案し、展開や選択肢次第では友沢がバルカンズへ移籍し猪狩と対戦することになる。試合に勝利すると友沢を「今や球界の4番だな」と褒め称え、今季は初監督だから不覚を取ったと敗北を認める。その際には「10」のカイザース編の主人公らしき人物が登場し、猪狩との会話が交わされる。
「2024」では猪狩カイザースの監督と猪狩コンツェルンの総帥となっている。67歳。
「2013」では私立パワフル学園編の固有選手として登場。「イベントデッキシステム」により他のシナリオでも登場し、さらに上位互換のアフロ猪狩を加えることも出来る。歴代シリーズで見られる主人公への傲慢な態度はあまり見られず、最初から主人公をキャプテンと認めてともに励ましあったり助けたり、矢部に次ぐ良き相棒キャラの立ち位置を担っている。
「実況パワフルサッカー」ではパワフル高校編でのコラボシナリオで、成果が出せないサッカー部を見かねて、野球部と兼部する形で、サッカー部に入部。夏の甲子園大会決勝でノーヒットノーランを達成した後、野球部を引退し、サッカー部に専念する。サッカーでも高い選手能力を持っている。必殺シュートは「ライジングボルト」。

## 人物
- 自身を天才と称し（マスコミには謙虚な姿勢もある）、大口に見合うだけの結果を叩き出している。努力している姿を表に出さないが、陰で河川敷で素振りやランニングをしたり、思った通りの投球が出来ないと200球近く投げ込んだり等といった努力家の素顔がある。「天才は1％の才能と99％の努力」をモットーとする。
- 主人公の才能を認めているが、素直にその事は口に出さない｡しかし､その一方で主人公を練習相手にしていたり､｢さすが､○○(主人公の名前)､僕が認めた男だ｣と発言することもある（9）｡
- プライドが高くて負けず嫌い。主人公に敗れて取り乱し、弟になだめられることもあった（5）｡
- バレンタインにはかなりのチョコレートを貰っているが、本人は処理に困っており、主人公に押し付けた（6）。
- 売られた勝負は必ず買い、ケチと言われると何でもおごってくれる。
- 水泳が苦手。パワプロ2020のオープニングに浮き輪で泳いでるシーンも見られる。
- シリーズ当初はライバル役と言うより悪役に近く、主人公の話を盗み聞きしたり（4）、彼女を奪う（4及び5）などの横暴を重ねていた。
- 嫌味な金持ちといった印象の拭えなかった猪狩だが、「8」で友情タッグイベントが組まれて以降は、嫌味を言いつつも徐々に態度を軟化させ、主人公をチームメイトの1人として認めたかのような言動を見せるようになる。「9」では主人公を猪狩家専用の私設球場に招き、夜遅くまで一緒に練習したうえ自宅に泊めるなどの配慮も見せた。
- 世代交代後は自らの姿を生きた見本とし、後進の育成にも力を入れる。また、歳を重ねたぶん性格も丸くなったのか、嫌味や自信に満ちたところばかりでなく自分の気持ちを素直に表す場面も見られるようになった。
- 「12」ではケガのリハビリも兼ねパワフル野球アカデミーの講師となりC組の担任になった。抜き打ち試験を実施し、成績の悪い生徒を退学させていたが、実際は「プロ入りするためには1年間では実力が追い付かない」と判断し野球部のある会社へ就職させていた。社会人野球部で実力をつけてこい（あるいは野球選手として芽が出なかった場合の安定したセカンドキャリアを構築せよ）ということである。
- 自分が生意気だという自覚、そして本当は友達が欲しいという思いがあり、犬に弱音を漏らしたことも（'2001）。本人曰く「チヤホヤされていても僕は独りぼっちだ。金持ちで有能なせいかみんな近寄ってこない。才能が無い普通の人間であっても友達がいた方が良かったと思う事がある」。
- 巨人以外に入団する意思はない。そのため、巨人のドラフト1位が主人公になった場合、大学へ進んで自分を見つめなおす（9）。また、ドラフトで主人公が1位指名で自身が他順位になった場合には不満を漏らす。

## 能力
■13まで、実況パワフルメジャーリーグ、パワポタ3・4
野手能力
| ミートカーソル        | パワー                       | 走力             | 肩力                      | 守備力           |
| --------------------- | ---------------------------- | ---------------- | ------------------------- | ---------------- |
| E3（10はD4、13はC10） | A140（7と8はA145、10はB120） | C10（7と8はB12） | B12（7と8はA14、13はC11） | C11（7と8はB13） |

投手能力
| 球速 | コントロール | スタミナ | 直球                                                      | 変化球                          |
| --- | ------------ | -------- | --------------------------------------------------------- | ------------------------------- |
| 151km/h（8は147km/h、7と9は149km/h）                                                                                   | A180         | B130     | ライジングショット/ライジングキャノン (8まではストレート) | スライダー4・カーブ4・フォーク3 |
| 特殊能力 |              |          |                                                           |                                 |
| ノビ4（パワポタ4はノビ5）、ジャイロボール（13まで）、威圧感、対ピンチ、尻上がり、リリース○、人気者、速球中心、強振多用 |              |          |                                                           |                                 |

■14、15（プレイングマネージャー時代）
野手能力
| ミートカーソル | パワー | 走力 | 肩力 | 守備力 |
| -------------- | ------ | ---- | ---- | ------ |
| D8             | C100   | D9   | C11  | C10    |

投手能力
| 球速                                                                     | コントロール | スタミナ | 直球               | 変化球                          |
| ------------------------------------------------------------------------ | ------------ | -------- | ------------------ | ------------------------------- |
| 148km/h                                                                  | B160         | B120     | ソニックライジング | スライダー3・カーブ3・フォーク3 |
| 特殊能力                                                                 |              |          |                    |                                 |
| ノビ5、威圧感、対ピンチ、尻上がり、リリース○、人気者、速球中心、強振多用 |              |          |                    |                                 |

■パワプロ2010（ライジングショット→ライジングキャノン→日本シリーズ）
野手能力
| ミートカーソル | パワー | 走力 | 肩力        | 守備力 |
| -------------- | ------ | ---- | ----------- | ------ |
| E6             | A140   | C10  | C10→C11→B12 | C11    |

投手能力
| 球速 | コントロール | スタミナ       | 直球                                  | 変化球                          |
| --- | ------------ | -------------- | ------------------------------------- | ------------------------------- |
| 149km/h→151km/h→155km/h | A180         | B130→B130→A160 | ライジングショット→ライジングキャノン | スライダー4・カーブ4・フォーク3 |
| 特殊能力 |              |                |                                       |                                 |
| （ライジングショット）ノビ4、対ピンチ、尻上がり、リリース○、人気者、速球中心、強振多用 （ライジングキャノン）ジャイロボール、重い球、対ピンチ、尻上がり、リリース○、人気者、速球中心、強振多用 （日本シリーズ）ジャイロボール、重い球、対ピンチ、尻上がり、リリース○、人気者、速球中心、強振多用 |              |                |                                       |                                 |

■パワプロ2013～（ノーマルVer.）
野手能力
| ミートカーソル | パワー | 走力 | 肩力 | 守備力 | エラー回避(2014から捕球) |
| -------------- | ------ | ---- | ---- | ------ | ------------------------ |
| F35            | A82    | C60  | C68  | C65    | C65                      |

投手能力
| 球速                                                                                           | コントロール | スタミナ | 直球               | 変化球                          |
| ---------------------------------------------------------------------------------------------- | ------------ | -------- | ------------------ | ------------------------------- |
| 149km/h                                                                                        | A82          | B78      | ライジングキャノン | スライダー4・カーブ4・フォーク4 |
| 特殊能力                                                                                       |              |          |                    |                                 |
| 対ピンチ4(対ピンチB)、安定感4(調子安定)、リリース○、パワーヒッター、人気者、速球中心、強振多用 |              |          |                    |                                 |

■パワプロアプリ、パワプロ2020～（好敵手Ver.）
野手能力
| ミートカーソル | パワー | 走力 | 肩力 | 守備力 | エラー回避(2014から捕球) |
| -------------- | ------ | ---- | ---- | ------ | ------------------------ |
| C60            | A82    | C60  | C68  | C65    | C65                      |

投手能力
| 球速 | コントロール | スタミナ | 直球               | 変化球                          |
| --- | ------------ | -------- | ------------------ | ------------------------------- |
| 149km/h | A82          | B78      | カイザーライジング | スライダー4・カーブ4・フォーク4 |
| 特殊能力 |              |          |                    |                                 |
| 対ピンチB、ノビA、回復C、キレ〇、奪三振、リリース○、調子安定、人気者、速球中心、チャンスA、回復C、パワーヒッター、強振多用 |              |          |                    |                                 |

■パワプロクンポケット～パワプロクンポケット3
野手能力
| ミートカーソル | パワー | 走力 | 肩力 | 守備力 | 耐エラー |
| -------------- | ------ | ---- | ---- | ------ | -------- |
| D4             | B125   | C10  | C10  | C11    | C11      |

投手能力
| 球速           | コントロール | スタミナ | 変化球             |
| -------------- | ------------ | -------- | ------------------ |
| 145km/h        | C150         | B120     | カーブ4・フォーク3 |
| 特殊能力       |              |          |                    |
| パワーヒッター |              |          |                    |

■パワプロ99　アフロ猪狩状態
野手能力
| ミートカーソル | パワー | 走力 | 肩力 | 守備力 |
| -------------- | ------ | ---- | ---- | ------ |
| B5             | A180   | B12  | B12  | C11    |

投手能力
| 球速 | コントロール | スタミナ | 変化球                                     |
| --- | ------------ | -------- | ------------------------------------------ |
| 157km/h | A220         | A200     | スライダー4・カーブ7・フォーク3・シュート2 |
| 特殊能力                                                                                                   |              |          |                                            |
| パワーヒッター、広角打法、チャンス○、逆境○、安定感、強振多用、ピンチ○、リリース○、安定感、重い球、尻上がり |              |          |                                            |

■パワプロ10超決定版　アフロ猪狩状態
野手能力
| 弾道 | ミートカーソル | パワー | 走力 | 肩力 | 守備力 | エラー回避 |
| ---- | -------------- | ------ | ---- | ---- | ------ | ---------- |
| 4    | C5             | A180   | B12  | B12  | C11    | A14        |

投手能力
| 球速 | コントロール | スタミナ | 直球               | 変化球                          |
| --- | ------------ | -------- | ------------------ | ------------------------------- |
| 157km/h | A220         | A200     | ライジングキャノン | スライダー4・カーブ7・フォーク3 |
| 特殊能力 |              |          |                    |                                 |
| 威圧感、チャンス4、パワーヒッター、広角打法、逆境○、安定度4、強振多用、対ピンチ4、逃げ球、リリース○、安定度4、重い球、尻上がり、速球中心 |              |          |                    |                                 |

■パワプロ2014～　アフロ猪狩状態
野手能力
| ミートカーソル | パワー | 走力 | 肩力 | 守備力 | 捕球 |
| -------------- | ------ | ---- | ---- | ------ | ---- |
| C65            | S92    | B72  | B77  | C65    | A82  |

投手能力
| 球速 | コントロール | スタミナ | 直球               | 変化球                          |
| --- | ------------ | -------- | ------------------ | ------------------------------- |
| 157km/h | S96          | S96      | ソニックライジング | スライダー4・カーブ7・フォーク4 |
| 特殊能力 |              |          |                    |                                 |
| 対ピンチB、調子安定、重い球、逃げ球、尻上がり、リリース○、チャンスB（チャンス○）、パワーヒッター、広角打法、逆境○、人気者、速球中心、強振多用 |              |          |                    |                                 |

## 友情タッグ練習
- 球速（パワプロ9では打撃も）
- パワプロ8では球速（要パピヨン）・打撃（要猪狩進）。

## 師弟タッグ練習
- 打撃練習（野手）
- 投球練習（投手）

## 背番号
- 18（巨人、カイザース）
- 1（猪狩コンツェルン、あかつき大学、あかつき大附属）

また、「12」では、野球アカデミーC組の担任になる。